# Vanlife Sagas
Vanlife Sagas, projet des créateurs canadiens Mariepier Bastien et Dominic Faucher, documente la vie sur la route à travers de courtes vidéos et un documentaire réalisés à partir de leurs voyages en camionnette. 
Les destinations explorées incluent la Norvège, les États-Unis, le Québec, l'Islande, la Nouvelle-Zélande et Hawaii. Dans le documentaire, l'équipe de production accompagne six professionnels qui ont quitté un emploi de bureau pour la vie de bohème,.  
Vanlife Sagas fait partie d'un mouvement décrivant la vie nomade et minimaliste,. Le projet a suscité l'intérêt pour la conversion complète de leur van,. 

## Vidéographie

### Out of office(2020)
Après avoir entièrement aménagé leur camionnette, nommée Vanessa, pour la préproduction audiovisuelle, l’équipe de production est partie tourner un documentaire sur la révolution du marché du travail en Amérique du Nord pour décrire la réalité croissante de la pige dans plusieurs secteurs emploi.  Le documentaire Out of office explore ainsi les habitudes de travail de la jeune génération, caractérisée par le télétravail et la flexibilité. Ils rencontrent des intervenants du milieu de l’emploi, des chercheurs, des employeurs et des pigistes. Produit par l’agence Orkestra, le projet est appuyé par le Fonds Bell.

### Viking Sagas(2018)
Voyage en Norvège.
- Best Campervan road trip in Norway
- Getting lost in the Lofoted in Norway
- What’s it like above the Arctic circle
- Epic Wedding proposal - Getting engaged on a cliff in Norway

### Far West Sagas(2017)
L'ouest américain.
- Colorado, Utah, Arizona Epic Road Trip
- Visiting the mighty 5
- Epic Paddleboard on Lake Powell
- Monument Valley

### Keewee Sagas(2017)
Nouvelle-Zélande
- 3 week Campervan Road-Trip in New Zealand
- Milford Sound and Secret jungle in New Zealand
- Hunting wild boars in New Zealand
- Hiking Mordor (Tongariro Crossing) in New Zealand

### Popsicle sagas(2016)
Islande
- 2-week road-trip in Iceland (Blue Lagoon)
- Visiting the Ruins of a Plane in Iceland (DC-3)
- Glacier hiking (Jokulsarlon) in Iceland
- Iceland Road-trip Itinerary

### Poutine sagas(2016)
Québec
- Paddleboarding with Whales in Canada
- Snow Crab Fishing in Canada in Epic ship